# Kopito
 Ovo je glavno značenje pojma Kopito. Za druga značenja pogledajte Kopito (razdvojba).
Kopito je čvrsta rožnata tvorba koja štiti treći članak ili kopitnu kost trećega, jedinoga preostalog prsta kod konja. Kopito odgovara pandži kod ptica ili noktu kod majmuna. Budući da su kopita preuzela ulogu stopala, konji su po načinu koračanja uvršteni u skupinu unguligrada (tj. životinja koje se pri koračanju oslanjaju na stražnje članke, za razliku od digitigrada i plantigrada, koji se oslanjaju na cijele prste, odnosno na cijelo stopalo). Budući da kopito nosi svu težinu trupa, radna sposobnost konja ovisi o ispravno potkovanome, zdravome i redovito čišćenom kopitu. Najčešće su bolesti kopita: upala kopitnoga korijuma, upala kopitnoga zgloba, nagaz, naboj ili kopitni žulj, kopitna kočina.

## Vanjske poveznice
|  | Zajednički poslužitelj ima još gradiva o temi Kopito |